# Лиссабонский договор (1668)
Лиссабонский договор 1668 года — мирный договор между Португалией и Испанией, заключённый в Лиссабоне 13 февраля 1668 года при посредничестве Англии, по которому Испания признавала суверенитет Португалии и её новой правящей династии Браганса.
Регент Испании, королева Марианна Австрийская, вторая жена покойного короля Филиппа IV, действовала при подписании договора от имени своего младшего сына Карла II, представляя Испанию. Принц-регент Португалии Педру, будущий король страны под именем Педру II, представлял соответственно Португалию от имени своего недееспособного брата Афонсу VI. Соглашение было заключено при посредничестве Эдварда Монтегю, 1-го графа Сэндвича, посла Карла II, короля Англии.

## Предыстория
К 1640 году король из рода Габсбургов Филипп IV Испанский (Филипп III Португальский) больше не мог рассчитывать на доверие, поддержку или лояльность большинства португальских дворян. Страна находилась в политическом кризисе, а португальские колонии остались без защиты. Португалия, как и многие владения Филиппа IV, была на грани открытого восстания.
После 60 лет пребывания Португалии под властью испанских королей небольшая группа заговорщиков в Лиссабоне восстала, и герцог Браганса был провозглашён королём Португалии под именем Жуана IV 1 декабря 1640 года, воспользовавшись начавшимся тогда же восстанием в Каталонии и продолжающимся конфликтом Испании с Францией. Так началась 28-летняя Португальская война за независимость.
Сначала Португалия потеряла многие свои колониальные владения из-за захватнических действий голландцев. Военная мощь Португалии была направлена для защиты её собственных границ от испанских вторжений, но благодаря завершению в 1648 году Тридцатилетней войны прежний неудачный ход событий удалось обратить вспять. Португалия восстановила власть над своими колониями в Анголе, Сан-Томе и Бразилии к 1654 году.
В 1652 году Сегадорское восстание в Каталонии против Испании потерпело неудачу, а в 1659 году Испания прекратила войну с Францией, и поэтому у испанцев появились основания для оптимизма в борьбе за восстановление контроля над Португалией. Однако Португалия могла опереться на богатство Бразилии и помощь сначала Франции, а затем Англии, в то время как экономика Испании постоянно находилась в кризисе.
Ряд успехов португальцев, достигнутых с помощью британской бригады, ясно продемонстрировал, что Пиренейский полуостров не будет вновь объединён под властью испанской короны. Первый из них произошёл 8 июня 1663 года, когда граф Вила Флор вместе с маршалом Шомбергом нанёс сокрушительное поражение Хуану Хосе Австрийскому, незаконнорожденному сыну Филиппа IV, в битве при Амейшиале, прежде чем смог вернуть под контроль португальцев Эвору, захваченную испанцами ранее в том же году. Год спустя, 7 июля 1664 года, Педру Жак де Магальяйнш, местный военачальник, нанёс поражение герцогу Осунскому при Сьюдад-Родриго в испанской провинции Саламанка. Наконец 17 июня 1665 года маркиз Мариальва и Шомберг разгромили испанскую армию под командованием маркиза Карасены в битве при Монтес-Кларосе, за которой последовало поражение при Вила-Висозе.
Испанцы не смогли получить никакого преимущества над противником. Год спустя, отчаянно стремясь сократить свои военные обязательства почти любой ценой, Испания смирилась с потерей португальской короны. В 1667 году в Мадриде был подписан договор между Англией и Испанией, в результате чего Англия выступила посредником при подписании Лиссабонского соглашения.

## Условия договора
Основополагающими условиями договора были следующие положения:
- Испанские Габсбурги признавали легитимность династии Браганса в Португалии. Инфанта Екатерина (1540—1614), бывшая герцогиня Браганса и бабушка португальского короля Жуана IV, была задним числом признана законной наследницей престола.
- Португальский суверенитет над своими колониальными владениями подтверждался, за исключением африканского эксклава Сеуты, города, который не признавал дом Браганса в качестве новой правящей династии.
- Достижение договорённости об обмене пленными, репарациях и восстановлении торговых отношений между двумя странами[6].
- Португалия уступала Сеуту Испании (семью годами ранее близлежащий город Танжер был пожалован английскому королю Карлу II в качестве части приданого Екатерины Браганской, как это было предусмотрено Лиссабонским договором 1661 года).

## Последствия
Договор имел преимущества для обеих стран. Испания, обрадованная окончанием разорительной в финансовом отношении войны, была весьма уступчива в переговорах, а Португалия теперь могла заняться восстановлением своей власти в заморских колониях.
После 1668 года Португалия, решив отдалиться от Испании, обратилась за новыми идеями и технологиями к Западной Европе, особенно к Франции и Англии. Это было частью постепенной «деиберианизации» страны, поскольку Португалия укрепляла свою культурную и политическую независимость от Испании. Португальский национализм, который был вызван военными успехами, вызывал враждебность к испанским вещам и людям. К тому времени португальское общество состояло из двух основных частей: тех, кто участвовал в постепенном процессе европеизации «политической нации», и тех, кто оставался в значительной степени неизменными, большинства народа, бывшего аполитичным и пассивным.
Восстановление независимости Португалии позволило ей следовать курсом, намеченным пионерами торгового империализма. В течение XVII века её экономика в значительной степени зависела от торговли табаком и сахаром и экспорта соли. В течение XVIII века, хотя прежние товары продолжали играть важное значение, португальская экономика стала больше основываться на рабах, золоте, коже и вине. Португальская торговля, центром которой служил оживлённый порт Лиссабона, находилась под особым влиянием англо-голландского капитала и колониальной экономики Бразилии.